# Andrzej Pityński
Andrzej Piotr Pityński (ur. 15 marca 1947 w Ulanowie, zm. 18 września 2020 w Mount Holly w hrabstwie Burlington w stanie New Jersey) – polski rzeźbiarz mieszkający w Stanach Zjednoczonych. Kawaler Orderu Orła Białego.

## Życiorys

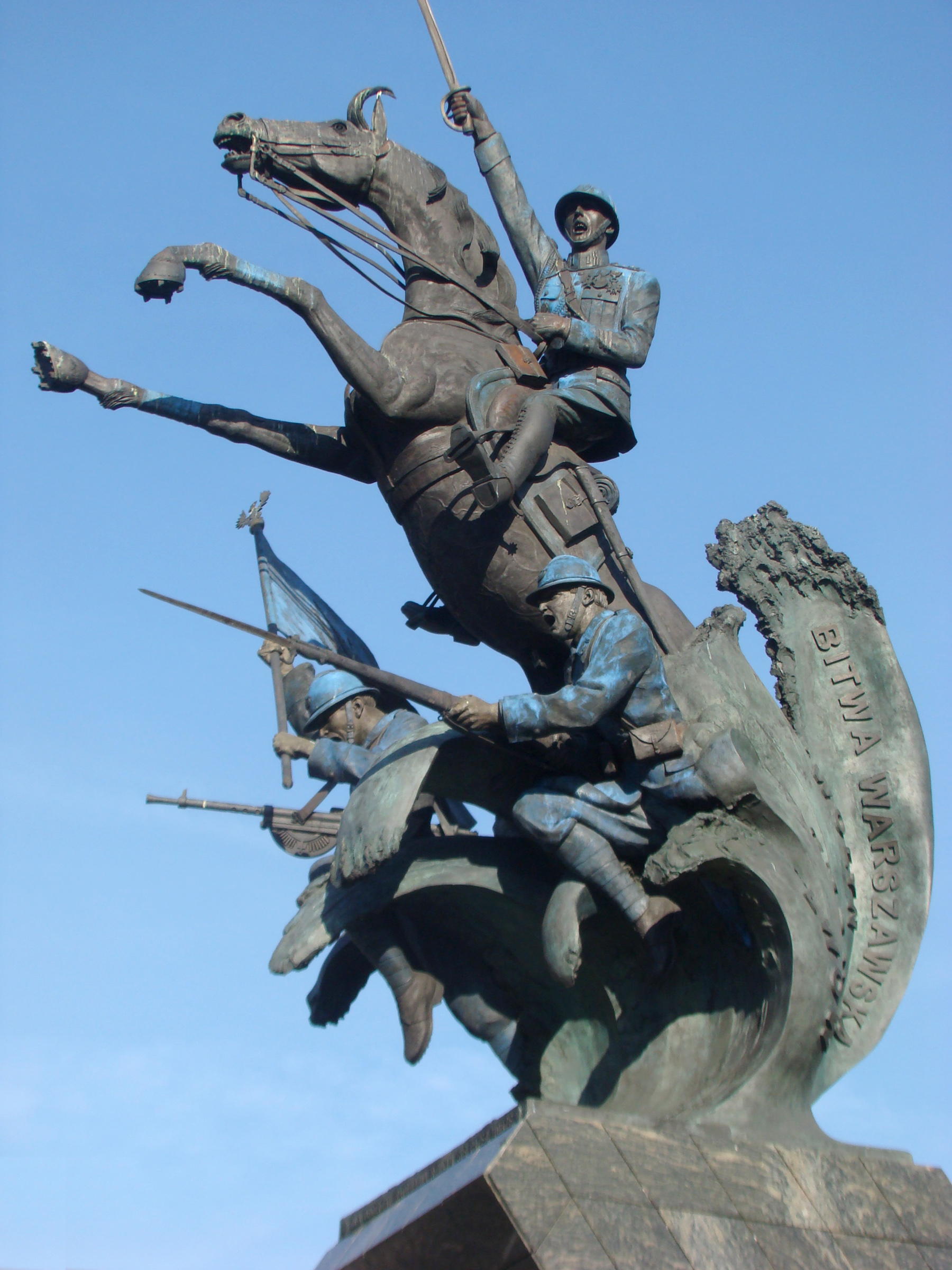
Pomnik Czynu Zbrojnego Polonii Amerykańskiej w Warszawie

Urodził się jako syn pary partyzantów antykomunistycznych, Aleksandra Pityńskiego ps. „Kula” i Stefanii Pityńskiej ps. „Perełka”. Był siostrzeńcem Michała Krupy ps. „Pułkownik”. Pod koniec lat 50. wraz z ojcem wspomagał i zaopatrywał aktywnych żołnierzy wyklętych, w tym Michała Krupę.
Ukończył liceum ogólnokształcące w Ulanowie, następnie Technikum Wodno-Melioracyjne w Trzcianie uzyskując zawód technika melioranta. Pracował jako starszy pomiarowy w geodezji w Ulanowie. Rodzina Pityńskich była poddana prześladowaniu, w postaci rewizji, najścia domu, przeszukań, pobić ze strony funkcjonariuszy komunistycznych władz (wiązały się z poszukiwaniem Michała Krupy, nadal aktywnego partyzanta). W wyniku prowokacji służb specjalnych PRL wobec niego i ojca w grudniu 1967, sprokurowaniu bójki, obaj zostali skazani w pokazowym procesie w Ulanowie. Następnie wyprowadził się z Ulanowa, podjął naukę w Studium Nauczycielskim w Krakowie, po czym studiował rzeźbę na Akademii Sztuk Pięknych w Krakowie u profesorów Mariana Koniecznego i Jerzego Bandury. Jako student stworzył popiersie Ignacego Paderewskiego ustawione przed Collegium Paderevianum w Krakowie. 3 października 1974 wyjechał do Stanów Zjednoczonych. Początkowo utrzymywał się tam z pracy fizycznej na budowach, równocześnie studiując rzeźbę w Arts Students League w Nowym Jorku. Jego rzeźba pt. „Partyzanci I” stanowi upamiętnienie wspomnień autora ze spotkania z oddziałem partyzantów Michała Krupy z 1958 r. Monument był zrealizowany w 1979 r., został odsłonięty w 1983 r. w Bostonie, a ten dzień został nazwany przez władze miasta Dniem Partyzantów. W 2006 r. został przeniesiony w inne miejsce. Inny pomnik „Partyzanci” autorstwa Pityńskiego stanął w Hamilton.
Został członkiem National Sculpture Society (NSS), profesorem rzeźby w Johnson Atelier Technical Institute of Sculpture w Mercerville, komendantem Placówki 123 SWAP.
W 1987 otrzymał obywatelstwo USA. W 1989 przyjechał ponownie do Polski. Był fundatorem i wykonawcą popiersia Jana Pawła II, ustawionego bez zgody władz na rynku w Ulanowie.
Jest autorem Pomnika Katyńskiego w Jersey City odsłoniętego w 1991 roku, upamiętniającego ofiary zbrodni katyńskiej. W 2013 roku otrzymał Nagrodę Fundacji Władysława i Nelli Turzańskich.
14 sierpnia 1998, w przeddzień święta Wojska Polskiego i rocznicy bitwy warszawskiej, został odsłonięty i poświęcony w Warszawie zaprojektowany przez niego Pomnik Czynu Zbrojnego Polonii Amerykańskiej.
W roku 2010 powstał wg jego projektu Pomnik „Patriota” w Stalowej Woli, odsłonięto go oficjalnie 11 września 2011 roku.
Zaprojektowany przez Andrzeja Pityńskiego w 2017 r. na zamówienie Stowarzyszenia Weteranów Armii Polskiej w Ameryce pomnik „Rzeź Wołyńska”, upamiętniający ofiary rzezi wołyńskiej (1943–1944), po odlaniu w brązie w Gliwickim Zakładzie Urządzeń Technicznych miał zostać ustawiony w Parku Pamięci Narodowej w Toruniu. Ostatecznie kamień węgielny pod ten pomnik wmurowano 10 lipca 2022 r., w Domostawie, obok parkingu przy drodze ekspresowej S19. Pomnik został odsłonięty 14 lipca 2024.
Ostatnim jego dziełem był Pomnik Żołnierzy Wyklętych w Jaśle, którego projekt wykonał bezpłatnie; jego odsłonięcie miało miejsce 27 września 2019.
26 października 2024 w cztery lata po śmierci, zgodnie z jego ostatnią wolą, urna z prochami została złożona na cmentarzu w Ulanowie.

## Odznaczenia
- Krzyż Kawalerski Orderu Odrodzenia Polski (1989)[16]
- Krzyż Komandorski Order Zasługi Rzeczypospolitej Polskiej (1996)[17]
- Order Orła Białego nadany przez prezydenta Andrzeja Dudę w uznaniu znamienitych zasług dla upowszechniania i popularyzowania historii polskiego czynu niepodległościowego, za wybitne osiągnięcia w twórczości rzeźbiarskiej, działalność polonijną i krzewienie polskości (12 października 2017)[18][19]
- Odznaka honorowa „Zasłużony dla Województwa Podkarpackiego”[20]
- Wielka Nagroda Honorowa im. Witolda Hulewicza[21]